# 图赖讷地区马济耶尔
图赖讷地区马济耶尔（法語：Mazières-de-Touraine，法語：[mazjɛʁ də tuʁɛn] ⓘ）是法国安德尔-卢瓦尔省的一个市镇，位于该省中西部，属于希农区（Chinon）。该市镇总面积34.18平方公里，2009年时的人口为1241人。

## 人口
图赖讷地区马济耶尔人口变化图示